# F. A. Stichweh
Die Stichweh Franchise GmbH ist ein in Hannover ansässiges Franchise-Unternehmen, das auf Textilreinigung spezialisiert ist. Die über 60 Franchisenehmer befinden sich in Städten Norddeutschlands, vor allem in Hannover, Bremen, Hamburg und Magdeburg.

## Geschichte
Das Unternehmen wurde 1853 von dem Färber Friedrich August Stichweh als Färberei, Druckerei und französische Waschanstalt in Hannover gegründet. Die erste Filiale wurde 1866 eröffnet und existierte bis 1943. Um 1860 führte Stichweh außerdem die chemische Reinigung ein. 1891 wurde der Betrieb in das bei Hannover liegende Dorf Limmer verlegt, wo er sich noch heute befindet. Seit 1923 war Wilhelm Stichweh, ein Enkel des Unternehmensgründers, Leiter des Unternehmens. Ihm gelang es in kurzer Zeit, den Betrieb massiv zu vergrößern. 1928 hatte das Unternehmen rund 300 Mitarbeiter. Nach starken Zerstörungen durch die Luftangriffe auf Hannover im Zweiten Weltkrieg wurde das Unternehmen nach 1945 wieder aufgebaut. Ab 1960 wurde damit begonnen, das Unternehmen umzustrukturieren und das Filialnetz auf den norddeutschen Raum zu erweitern. Man führte neue Dienstleistungen, wie den Großteilwäschedienst, ein und trennte sich 1967 von der Färberei. 1968 besaß das Unternehmen 138 Vertriebsstellen, darunter 98 Schnellreinigungsläden. Ab den 1980ern fand eine Dezentralisierung des Unternehmens statt. Zu diesem Zweck wurde das Franchise-System eingeführt und den Ladenbesitzern mehr Eigenständigkeit gewährt. Neben der normalen Wäschereinigung werden heutzutage auch Teppich- und Lederreinigungen durchgeführt.

Stichweh-Hauptgeschäft in Hannover
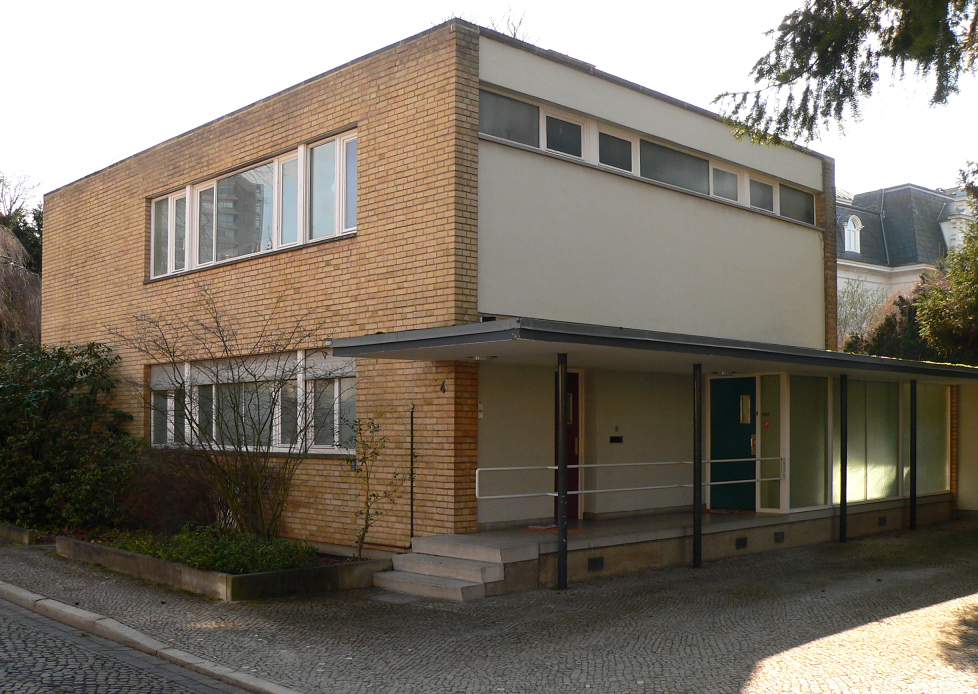
Denkmalgeschütztes Stichweh-Wohnhaus in Hannover, 1953 von Walter Gropius für Wilhelm Stichweh errichtet

## Stammwerk in Limmer undStichweh-Leinepark

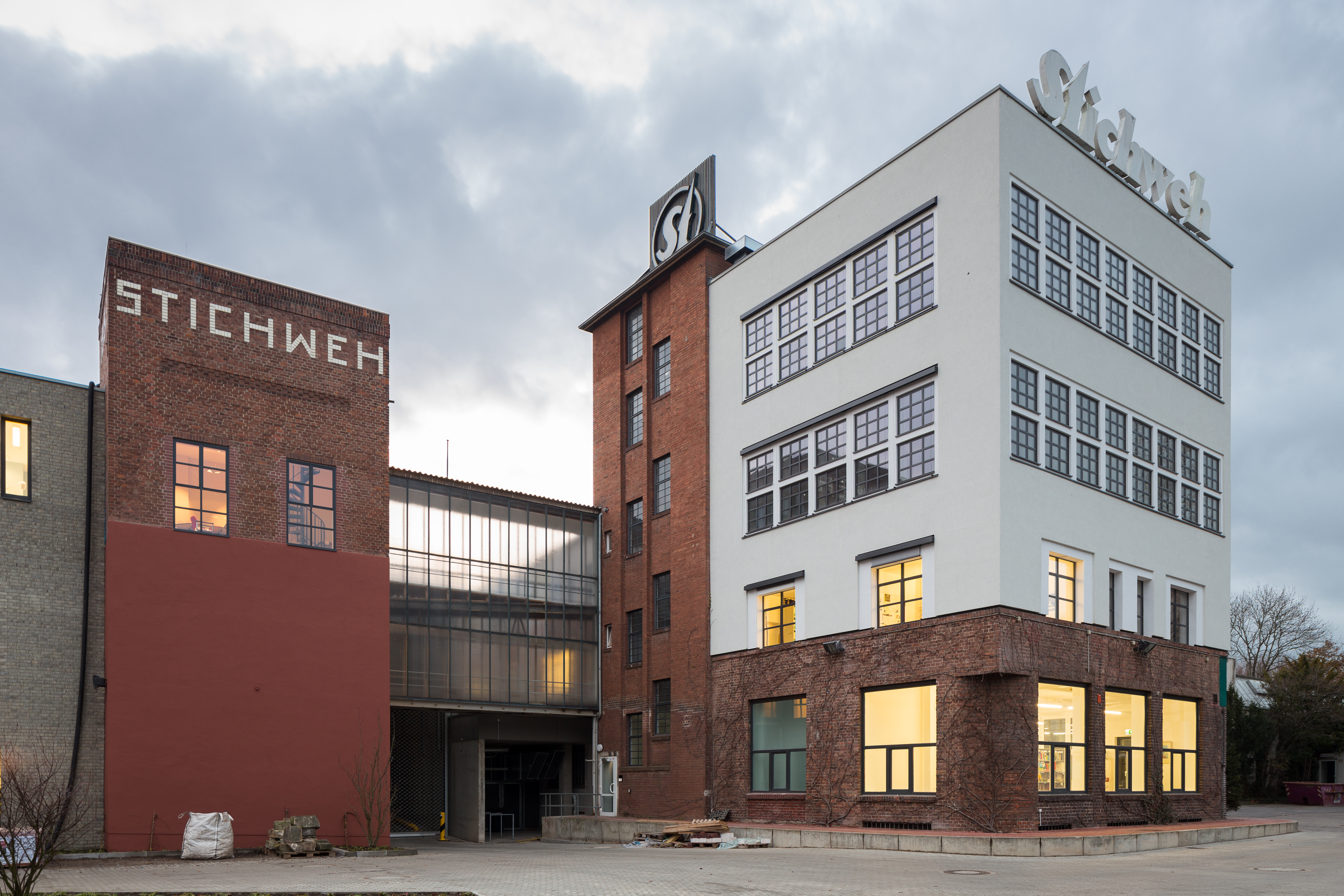
Nach den Prinzipien des Bauhauses gestaltetes Fabrikgebäude

Der aus Köln stammende Architekt Walter Wickop entwarf mehrere Fabrikgebäude für das Stammwerk in Limmer. Sie entstanden zwischen 1926 und 1930. Die Architektur folgte den Prinzipien des Bauhauses von Walter Gropius. Sachlich klare Kuben bilden den Gebäudekomplex, der zusätzlich durch horizontale Bänder gegliedert ist. Die Fassade kennzeichnet zudem ein Materialwechsel zwischen Ziegeln und verputzten Flächen. Die Stichweh-Fabrik blieb ein in Hannover-Linden/Limmer seltenes Beispiel für diese Architekturströmung.
2010 begann die Umgestaltung des Firmengeländes zum Stichweh-Leinepark. Unter Leitung von Hanno Ziehm, einem Ururenkel des Firmengründers Friedrich Stichweh, wurden mehrere Neubauten errichtet. Genutzt werden sie von verschiedenen Mietern: mehreren Betrieben des Einzelhandels, der Polizeiinspektion West und dem Lehrerseminar des Landes Niedersachsen. Auch die historischen Gebäude von 1930 wurden saniert und dem Originalzustand angenähert. Anfang 2013 eröffnete das Veranstaltungszentrum und Lokal Schwanenburg in einem aufgearbeiteten Ziegelbau. Der Name erinnert an ein altes Ausflugslokal, das 1960 für den Bau des Westschnellweges abgerissen wurde.
- Standort: nördlich der Wunstorfer Straße auf Höhe Färberstraße (Lage)

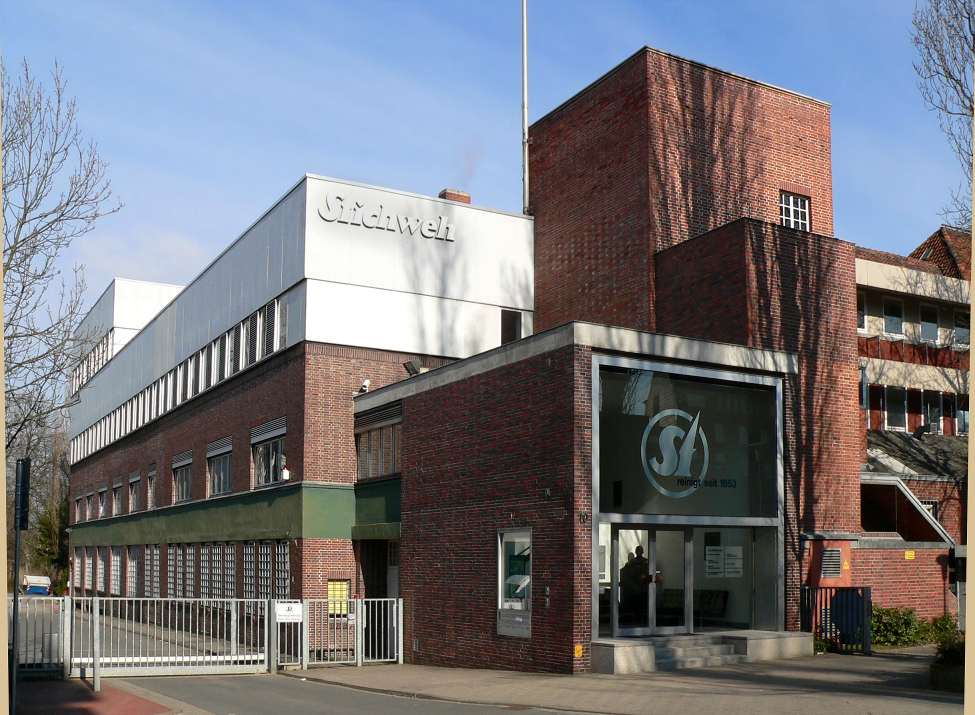
Stammwerk vor der Sanierung (2011)
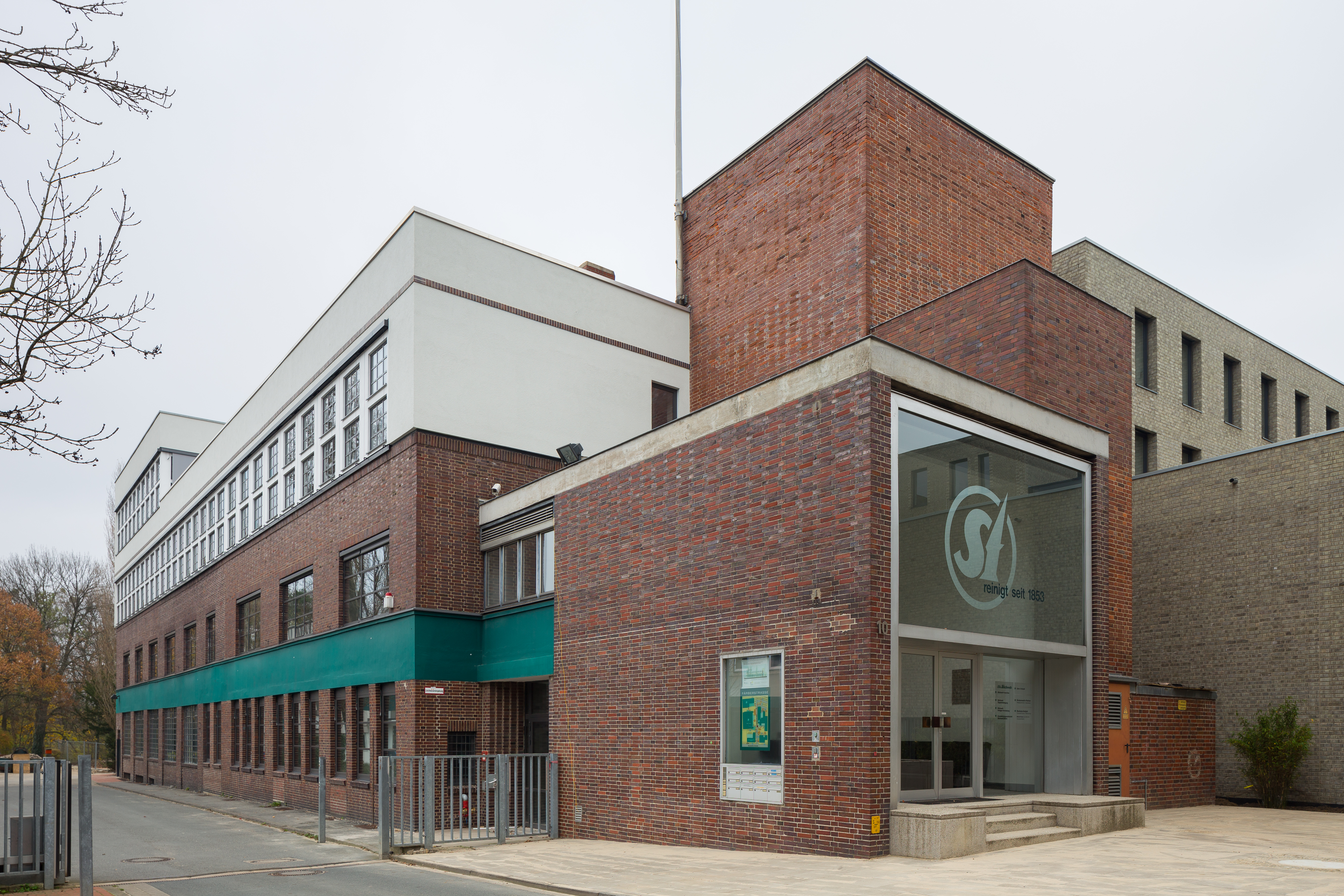
Fabrikgebäude von 1930, nach der Sanierung (2014)
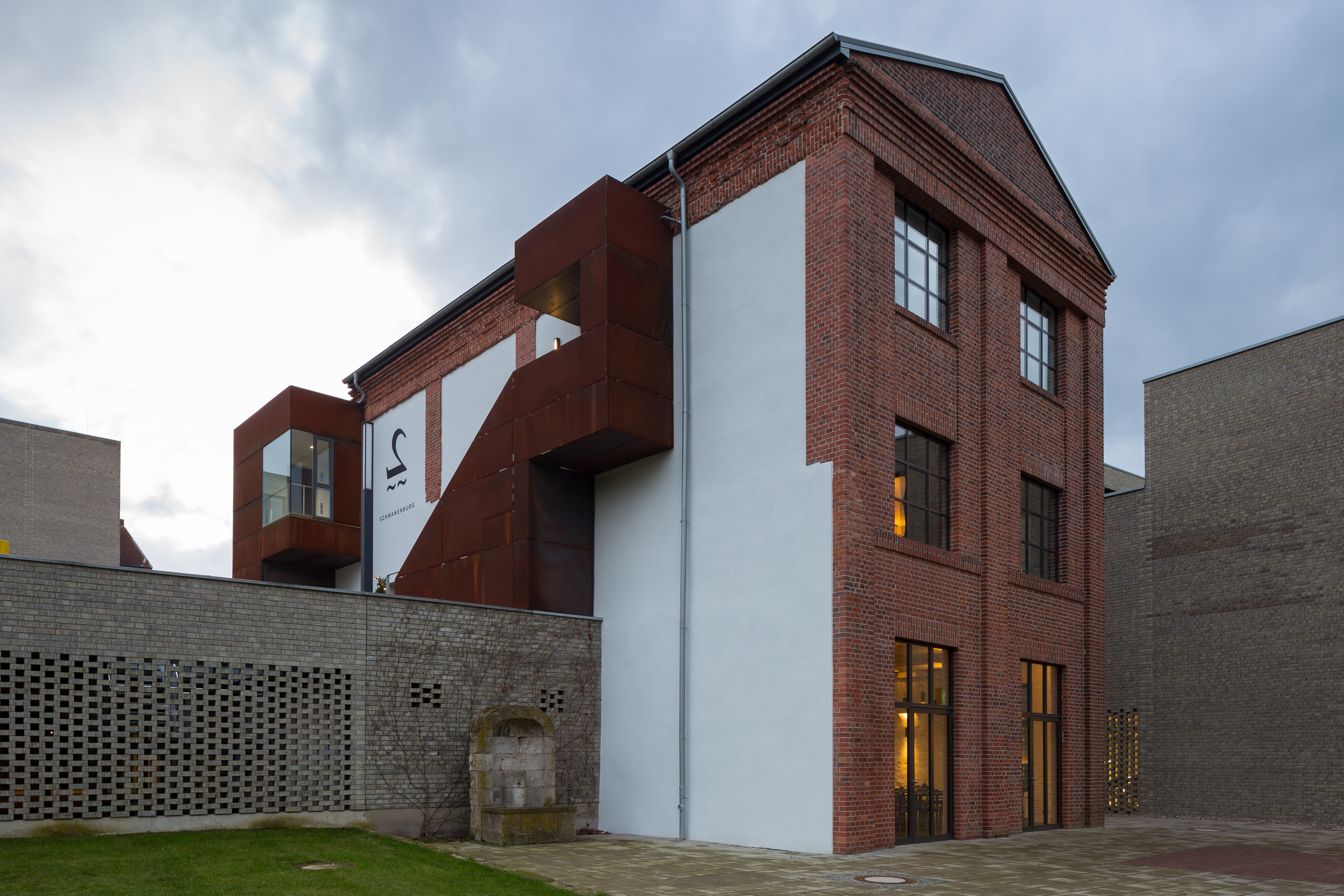
Veranstaltungszentrum Schwanenburg
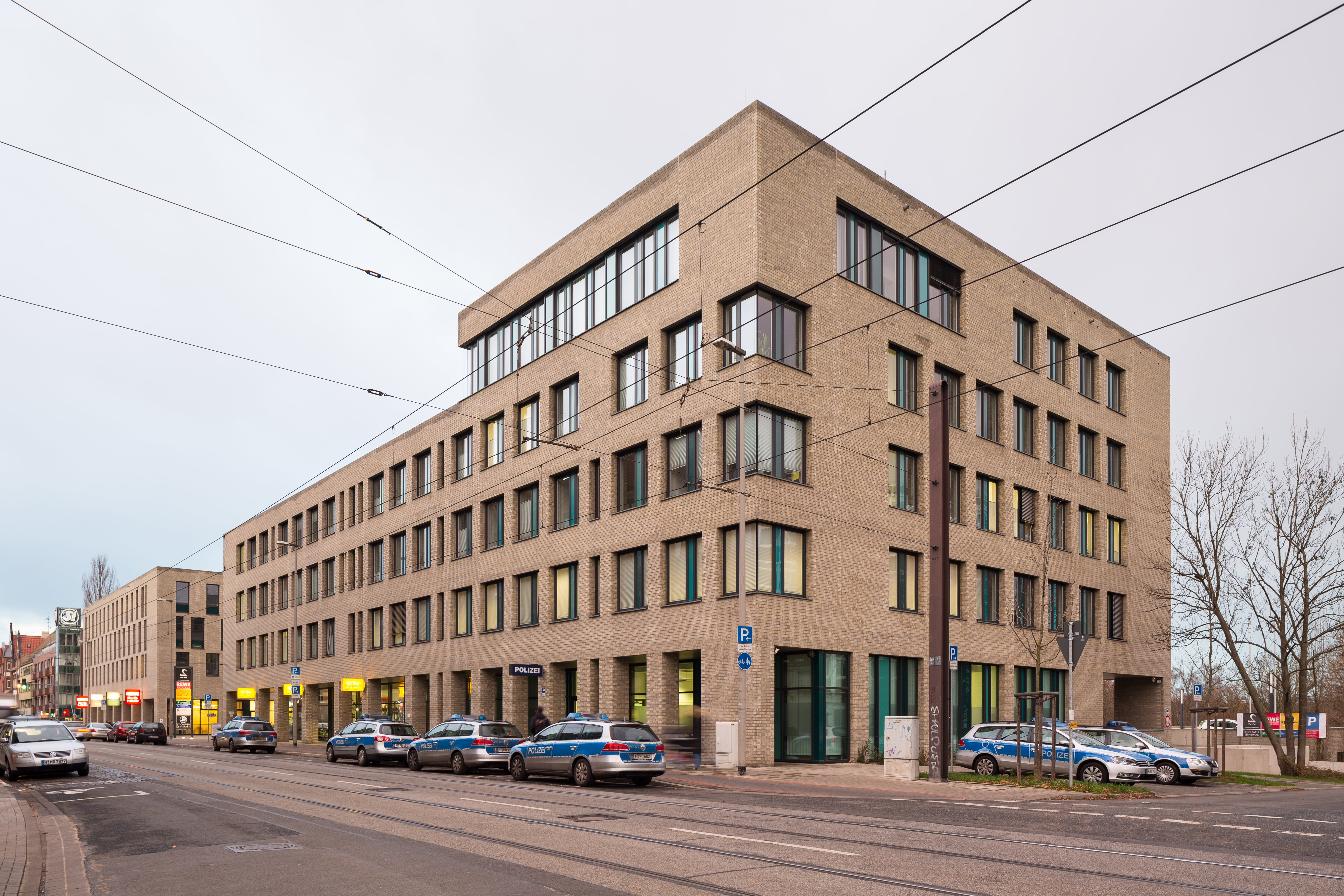
Stichweh-Leinepark, Ansicht von der Wunstorfer Straße